# Phrasierung
Phrasierung bezeichnet die Gestaltung der Töne innerhalb einer musikalischen Phrase hinsichtlich Lautstärke, Rhythmik, Artikulation und Pausensetzung.
Wie beim Heben und Senken der Stimme, Kürzen und Dehnen von Silben in der Sprache folgen auch in jeglicher Musik nie Töne gleichen Ranges aufeinander. Tonfolgen besitzen immer eine Struktur (oft im Sinne eines „Stark-Schwach“-Musters), z. B. durch Schwerpunkte melodischer, rhythmischer oder harmonischer Art, so dass sich einzelne Tongruppen (Motive) von anderen abgrenzen. Die dadurch entstehenden Phrasen werden durch die Phrasierung dem Hörer kenntlich gemacht.
Das Erkennen von Phrasen und ihrer Phrasierung wurde bis zum Ende des 19. Jahrhunderts bei den Interpreten vorausgesetzt. Es finden sich lediglich einzelne Gliederungszeichen wie Kommata bei François Couperin oder Atemzeichen bei Heinrich Schütz. Mit dem Zunehmen komplizierter Strukturen und metrischer Freiheiten seit der Wiener Klassik wurde es nötig, solche zusätzlichen Vortragszeichen sowie den von Hugo Riemann in seiner Phrasierungslehre eingeführten Phrasierungsbogen zur Kenntlichmachung von Phrasen zu nutzen.

## Phrasierungslehre von Hugo Riemann
Der Musikwissenschaftler Hugo Riemann machte die Phrasierung am Ende des 19. Jahrhunderts zu einem großen musikwissenschaftlichen Aufgabengebiet und befasste sich systematisch mit der Art und Weise musikalischer Vorträge.
Er unterschied folgende Glieder, aus denen musikalische Gedanken bestehen:
- Taktmotive (Schwerpunkt auf der ersten betonten Zählzeit des Taktes)
- Taktgruppen (zu einer Einheit zusammengefasste Taktmotive)
- Halbsätze von vier Taktmotiven
- Perioden (zwei Halbsätze: Vorder- und Nachsatz)

Als Phrase bezeichnet er dabei diejenigen Glieder, welche im Sinne von Symmetrie selbständig einander gegenübergestellt werden können. Jede Phrase besitzt dabei ihre eigene dynamische Gestaltung.
Nach Riemann, der im Wesentlichen nur von auftaktigen Modellen ausgeht – was ihm zum Vorwurf gemacht wurde –, sind Erkennungsmerkmale zur Abgrenzung von Motiven und Phrasen folgende:
- Längen auf schwerem Taktteil (Ausnahme: harmonische Besonderheiten)
- Pausen nach Noten, die auf einen schweren Taktteil fallen (Ausnahme wie oben)
- Figuration, die von einem Schwerpunkt zum anderen leitet und neue Anfänge verlangt
- Anfänge auf schwerer Zeit (Volltakt)
- weibliche Endungen, d. h. das Motiv geht über den Ton hinaus, mit dem man eine Schlusswirkung verbindet (z. B. Vorhaltsdissonanz)

Riemann bezog sich dabei auf Jérôme-Joseph de Momigny (1806) und R. Westphal (1880) und wandte sich gegen Moritz Hauptmann und Hans von Bülow, die seiner Ansicht nach einseitig phrasierten. Die gemeinsam mit dem Pianisten C. Fuchs entwickelte Phrasierungslehre, in der viele zusätzliche Zeichen entworfen wurden, welche die Gliederung von Phrasen aufzeigen sollten, konnten sich jedoch nur begrenzt in Riemanns Schülerschaft durchsetzen und sich bis auf den Phrasierungsbogen nicht im allgemeinen Gebrauch durchsetzen.

## Weitere Entwicklung
1898 wandte sich Friedrich Kullak entschieden gegen das auftaktige Prinzip in Riemanns Phrasierungslehre. Seitdem haben sich Urtextausgaben ohne jegliche Zusätze von Herausgebern als Grundlage für Interpretation und Analyse von Musikwerken jeglicher Epochen zunehmend durchgesetzt. Da sich die kompositorische Entwicklung zu Beginn des 20. Jahrhunderts deutlich von der klassischen Metrik (Periodenbildung) weg entwickelte und auch rhythmisch wesentlich komplexer wurde, ist eine Phrasierung dieser Musik im Sinne Riemanns nicht mehr möglich.

## Phrasierung im Jazz
Im Jazz ist Phrasierung in vielerlei Hinsicht ein stilprägendes Merkmal, sowohl was den Personal- als auch den Epochenstil angeht. Auch hier wird davon ausgegangen, dass gewisse allgemeine Phrasierungsgesetzmäßigkeiten allgemein bekannt und darüber hinaus zur eigenen Interpretation frei sind. So zum Beispiel das Timing, die Platzierung der Töne entsprechend dem Beat, wie bei der so genannten Swing-Phrasierung. Während hierbei auf Achtel-Ebene gerade (binäre) Achtel notiert werden, ist die Ausführung dieser Achtel triolisch (ternär). Das heißt, dass man die jeweils erste und letzte Triole einer Achteltriolengruppe spielt (so zumindest die gängige Erklärung in Notenschrift, der sog. Groove entsteht meist erst durch ein flexibles und dynamisches Handhaben und Ausgestalten der Achtellängen).
Täte man dies immer ganz genau gleich, so würde man statisch klingen wie ein Computer und die gespielte Linie hätte nichts von der Lebendigkeit, die man von hunderten von großartigen Jazzimprovisationen kennt. Da nun aber die verschiedenen Musiker die gleiche Melodie alle etwas unterschiedlich spielen (obwohl gleich notiert), klingt sie immer etwas anders.
Im Swing ist es beispielsweise häufig der Fall, dass die dritte Triole der (schon erwähnten) Triolengruppe etwas zu früh gespielt wird, so dass es zum Teil fast gerade Achtel ergibt (vor einem ternären Stück nennt man dies duolisch), doch eben nicht ganz gerade Achtel. So ergibt sich ein eigentümliches, nicht zu notierendes Musikgefühl. Dazu trägt ebenfalls die Behandlung der Betonung der einzelnen Töne bei. Im Jazz ist es oft der Fall, dass Töne auf unbetonten Zählzeiten betont werden, vergleiche dazu Synkope, also das genaue Gegenteil beispielsweise zur Marschmusik, ohne dass dies jedoch durchgängig der Fall ist. Sehr gut lässt sich dies unter anderem an den Soli von Charlie Parker erkennen, der aus dem wiederholten Spielen von Themen und Stücken Improvisationen entwickelt hat, die später zu eigenen Stücken wurden. Zu beachten ist weiterhin, dass gerade die Marschmusik zu einer der historisch bedingten Wurzeln des Jazz wurde, vgl. dazu John Philip Sousa, Art Blakey’s Blues March, sowie die Verbreitung von Schlag- und Blasinstrumenten in der Bevölkerung der USA seit dem Sezessionskrieg.